# Гёрне, Маттиас
Маттиас Гёрне (нем. Matthias Goerne; род. 31 марта 1967, Веймар, ГДР) — немецкий оперный и камерный певец (баритон).
Один из ведущих европейских певцов современности, отличающийся красотой и гибкостью голоса, безупречной вокальной техникой и глубиной интерпретации.

## Биография
Маттиас Гёрне родился 31 марта 1967 года в Веймаре (территория бывшего ГДР). Его отец Дитер Гёрне — драматург и впоследствии художественный руководитель дрезденского театра. В 1978 году семья переехала в Хемниц, где Гёрне стал петь в детском хоре. По собственным словам певца, со временем он понял, что музыка обязательно должна стать частью его жизни.
В юности занимался скоростным катанием на коньках, подводным плаванием и нырянием.
Учился вокалу в Лейпциге в высшей школе музыки имени Мендельсона-Бартольди у Ганса-Иоахима Байера, затем у знаменитых оперных певцов Дитриха Фишера-Дискау и Элизабет Шварцкопф.
Выиграл вокальный конкурс имени Г. Вольфа в Штутгарте в 1990 г.
Маттиас Гёрне дебютировал как концертный певец в 1990 году, когда дирижёр Курт Мазур пригласил его участвовать в исполнении «Страстей по Матфею» И. С. Баха. С тех пор карьера певца неуклонно продолжается. Его концертный репертуар весьма широк и включает в себя песни Шуберта, Шумана, Брамса, Р. Штрауса, Малера, Шостаковича, Г. Вольфа, Г. Айслера и К.-А. Гартмана. Выступает в концертах и делает аудиозаписи с выдающимися пианистами, такими как Кристоф Эшенбах, Альфред Брендель, Владимир Ашкенази, Гельмут Дойч, Александр Шмальц, Грэм Джонсон, Эрик Шнайдер, Елизавета Леонская.
Из всех композиторов, творивших в жанре концертных песен (по-немецки «Lieder»), Гёрне по большей части отдает предпочтение Шуберту, Малеру и Шостаковичу.
Также он несколько раз исполнял вокальные циклы, написанные изначально для женского голоса: «Песни на стихи Матильды Везендонк» Р. Вагнера (2005, Нью-Йорк) и «Любовь и жизнь женщины» Шумана (2006, Лондон, 2014, Париж). До него отдельные песни из вагнеровского цикла записывали тенора Л. Мельхиор и П. Доминго, в недавнем прошлом — Й. Кауфманн.
Маттиас Гёрне регулярно выступает в самых знаменитых концертных залах мира — Карнеги-холле (Нью-Йорк), Уигмор-холле (Лондон), зал Плейель (Париж) и др. Также Гёрне выступал с концертами и в Москве: в Московском Международном Доме музыки на открытии ежегодного фестиваля В. Спивакова (21—23 октября 2012 и 2013 гг.), в концертном зале им. Чайковского в «Военном pеквиеме» Бриттена (апрель 2014).
Помимо песен, Гёрне участвует в исполнениях духовной и симфонической вокальной музыки. В его репертуаре «Немецкий реквием» Брамса, «Военный реквием» Бриттена, «Реквием» Форе, «Месса си-минор», пассионы и кантаты Баха, Девятая симфония Бетховена, оратории «Илия» и «Павел» Ф. Мендельсона, «Лазарь» Шуберта.
Параллельно с концертной деятельностью Маттиас Гёрне выступает и как оперный певец. Он дебютировал на оперной сцене в 1992 году в партии принца Гомбургского (в одноимённой опере Г.-В. Генце, спектакли в Берлине и Кёльне), и с тех пор регулярно принимает участие в оперных постановках, хотя большая часть его выступлений по-прежнему относится к сольной концертной деятельности. Тем не менее и спектр оперных партий певца постепенно расширяется.
В оперном репертуаре Гёрне присутствуют: Папагено («Волшебная флейта», дебют в роли в 1997 г. на фестивале в Зальцбурге, дир. фон Донаньи), граф Зигфрид («Геновева» Р. Шуман, Париж, 2010); ряд вагнеровских партий — Амфортас («Парсифаль», концертное исполнение в Дортмунде в январе 2013 г. и в Венской опере в декабре 2013 г.), Вольфрам фон Эшенбах («Тангейзер», Париж, 2007), Курвеналь («Тристан и Изольда», Вена, декабрь 2013); партии в операх композиторов конца XIX и XX века — Орест («Электра» Р. Штраус), Евгений Онегин (Чайковский), Марсель («Богема» Дж. Пуччини, Берлин, 1992), Матис («Художник Матис» П. Хиндемит, Париж, 2010 г.), король Лир («Лир» А. Райманн), принц Гомбургский («Принц Гомбургский» Г. Генце, 1992), Воццек («Воццек» А.Берг, дебют в 1999 г., в 2002 г. — дебют в Лондоне), Синяя Борода («Замок герцога Синей Бороды» Б. Барток), Прометей («Птицы» Браунфельс, Берлин, 1994), Себастьян («Tiefland» Э. д’Альбер, 2003). Из итальянского репертуара Гёрне пока что исполнял лишь Марселя в «Богеме» и Жоржа Жермона («Травиата» Дж. Верди, Вена, сезон 2005—2006 гг.)
Участвовал в мировой премьере оперы Г. Генце «Удод» в партии Аль-Касима (Зальцбург, 2003 г., дирижёр Маркус Штенц).
В начале марта 2014 г. дебютировал в pоли Воццека в Метрополитен-опере, заменив заболевшего баритона Т. Хэмпсона в день пpемьеры.
Маттиас Гёрне имеет ряд записей на CD, многие из которых были награждены престижными премиями.
С 2008 г. Гёрне записывает продолжительный аудиопроект из 9 дисков с песнями Шуберта по контракту с фирмой «Нarmonia mundi». На данный момент издано восемь дисков, последний поступил в продажу 11 марта 2014 года.
Семейное положение: женат, имеет сына и дочь.

## Планы
Записи М. Гёрне в 2014—2015 годах включат в себя:
— сборник песен И. Брамса с фортепианным аккомпанементом К. Эшенбаха
— ранние песни Г. Малера (в аранжировке Берио) с симфоническим оркестром ВВС и дирижёром Хосе Понсом (сентябрь 2014)
— последний диск из цикла сборников песен Шуберта (№ 9) планируется к выходу в конце 2014 г.
— после окончания записи серии шуберта Гёрне будет записывать серию из 4 дисков песен P. Шумана (пианист первого диска — Пётp Андершевский).
В недалёком будущем планируется дебют в pоли Вотана с записью спектакля на DVD.

## Награды и номинации
Занял 2-е место на вокальном конкурсе имени Р. Шумана в 1989 г.
1-е место на вокальном конкурсе имени Г. Вольфа в 1990 г.
С 2001 по 2005 г. преподавал как почетный профессор по вокалу в музыкальной академии им. Роберта Шумана в Дюссельдорфе.
В 2001 избран почетным членом королевской академии музыки в Лондоне.
Обладатель медали Уигмор-холла (концертный зал в Лондоне).
Второй диск из серии Schubert/Goerne Edition («An mein Herz») был удостоен премии «Шок года»-2008.
Маттиас Гёрне был номинирован на премию BBC Music Magazine Awards-2013 за диск песен Ганса Айслера «Ernste Gesange». Однако победителем был признан теноp Й. Кауфманн.

## Дискография
«Matthaus-passion» J.S.Bach (Harnoncourt, 1994)
«Johannes-passion» J.S.Bach (H.Rilling, 1996)
«Messe B-moll» J.S.Bach (Jacobs, 2006)
J.S.Bach cantates
«Paulus» F.Mendelssohn (Herreweghe, 1996; Blomstedt, 1997; Masur, 2010)
«Symphony № 9» L.van Beethowen
«Deutsche requiem» J.Brahms
«Requiem» G.Fauret (DVD)
«Messe № 3» A.Bruckner
«Lazarus» F. Schubert (1996)
«Die lyrische Symphony» Zemlinsky (Goerne, C.Schaefer / Eschenbach, 2003)
Schubert Edition vol 1 «Sehnsucht» — Goerne, Elisabeth Leonskaya (2009)
Schubert Edition vol 2 «An mein Herz» 2 CD — Goerne, Helmut Deutsch, Eric Schneider
Schubert Edition vol 3 «Die Schoene Muellerin» — Goerne, Christoph Eschenbach (2009)
Schubert Edition vol 4 «Heliopolis» — Goerne, Ingo Metzmacher
Schubert Edition vol 5 «Nacht und Traume» — Goerne, Alexander Schmalcz (2011)
Schubert Edition vol 6 «Schwanengesang» — Goerne, Eschenbach (2012)
Schubert Edition vol 7 «Erlkoenig» — Goerne, Haefliger (2013)
Schubert Edition vol 8 «Wanderer’s Nachtlied» 2 CD — Goerne, Deutsch, Schneider (2014)
Schubert Hyperion Edition — Complete Songs Vol 27 — Goerne, C.Schaefer, Gr.Johnson (1995-96)
Schubert Hyperion Edition — Complete Songs Vol 30 («Winterreise») — Goerne, Gr.Johnson (1996, издано в 2010)
Schubert Hyperion Edition — Complete Songs Vol 34 («Schubert, 1817—1821») — Goerne (1 song), other singers, Gr. Johnson (1991—1999)
Schubert «Winterreise» — Goerne, Brendel, 2004, live
Schubert «Die Schoene Muellerin» — Goerne, Schneider (2000)
Schumann «Dicterliebe», «Liederkreis op.24» — Goerne, Ashkenazy (2005)
Schumann «Liederkreis op.39», «12 Gedichte» — Goerne, Schneider
Schumann «Goethe-lieder» — Goerne, And.Haefliger (1997)
Mahler «Des knaben Wunderhorn» — Bonney, Goerne, Fulgoni, Winbergh / Chailly (2002)
Mahler «Rueckert-lieder» — Goerne / Nagano, live
Mahler «Die Kindertotenlieder» — Goerne / Metzmaher (2009, live)
Hans Eisler: The Hollywood Songbook / Goerne, Schneider
Hans Eisler: Ernste Gesange — Goerne, Thomas Larcher (2013)
Hans Eisler: Deutsche rhapsody
Schreker: Die Gezeichneten / Zagrosek
Berg/Mozart/R. Strauss/Wagner Arias
Mozart «Die Zauberflute» Salzburg, 1997 (DVD)
D’Albert «Tiefland» — Welser-Möst, 2003 (DVD)
Henze «L’upupa und der Triumph der Sohnesliebe»- Stenz, 2003 (DVD)
Braunfels «Die Voegel» — Zagrosek